# جبريل بوبا (رسام)
جبريل بوبا هو رسام روماني، ولد في 18 يوليو 1937 في بلويشت في رومانيا، وتوفي في 1995.